# The Private Life of the Gannets
The Private Life of the Gannets é um filme em curta-metragem estadunidense de 1934 dirigido e escrito por Julian Huxley e Ronald Lockley. Venceu o Oscar de melhor curta-metragem em live-action: 1 bobina na edição de 1938.